# Морін Нісіма
Морін Нісіма (30 липня 1981 , Бонді ) — французька фехтувальниця на шпагах, дворазова бронзова призерка Олімпійських ігор 2004 року, чемпіонка світу та Європи.

## Виступи на Олімпіадах
| Олімпіада  | Дисципліна          | Місце |
| ---------- | ------------------- | ----- |
| Афіни 2004 | індивідуальна шпага | 3     |
| Афіни 2004 | командна шпага      | 3     |